# Damlik-Gyaduk Lerrnagagat'
Damlik-Gyaduk Lerrnagagat' är ett berg i Armenien. Det ligger i den nordvästra delen av landet, 50 kilometer norr om huvudstaden Jerevan. Toppen på Damlik-Gyaduk Lerrnagagat' är 2 797 meter över havet, eller 208 meter över den omgivande terrängen. Bredden vid basen är 5,1 km.
Terrängen runt Damlik-Gyaduk Lerrnagagat' är huvudsakligen kuperad. Närmaste större samhälle är Aparan, 6,2 kilometer sydväst om Damlik-Gyaduk Lerrnagagat'. 
Trakten runt Damlik-Gyaduk Lerrnagagat' består i huvudsak av gräsmarker. Runt Damlik-Gyaduk Lerrnagagat' är det ganska tätbefolkat, med 60 invånare per kvadratkilometer.